# Hosokawa Katsumoto
Hosokawa Katsumoto (細川 勝元?; 1430 – 1473) è stato un militare giapponese.
Appartenente al clan Hosokawa, fu un celebre e potente Kanrei, ovvero un ministro dello shōgun di Kyōto, durante il periodo Muromachi della storia del Giappone.
Egli è celebre per due motivi:
- per aver patrocinato la costruzione del Ryōan-ji, un noto tempio zen a nord di Kyoto;
- per essere stato uno dei responsabili che accesero la miccia che fece scoppiare la cosiddetta guerra Ōnin (1467-1477) in Giappone, dando vita al periodo Sengoku pieno di conflitti e lungo ben 130 anni.

Le sue lotte contro il padre adottivo, Yamana Sōzen, il quale temeva il potere di Hosokawa come Kanrei, furono la causa scatenante della guerra di Onin nel 1467.
Quando lo shogun Ashikaga Yoshimasa ebbe un figlio nel 1464 Yamana colse questa opportunità per opporsi con maggior forza contro il potere di Hosokawa, promuovendo il fanciullo come futuro shōgun della regione. Ma nel frattempo Hosokawa si era guadagnato il favore del fratello dell'attuale shōgun, Ashikaga Yoshimi, appoggiando la sua pretesa allo shogunato.
Nel 1467 il conflitto aperto ebbe inizio nella capitale Kyoto, con circa 80.000 uomini per parte. Lo shōgun dichiarò che il primo che avesse aperto formalmente le ostilità sarebbe stato ufficialmente dichiarato un ribelle, un'onta che indusse i due contendenti a rimandare a lungo l'inizio dei combattimenti. Tuttavia dopo alcuni mesi la tensione divenne così alta che non poté rimandarsi oltre il confronto. Fu Hosokawa a sferrare il primo attacco nella città assalendo la magione di uno dei generali di Yamana di nome Isshiki. Tuttavia furono gli Yamana ad essere etichettati come ribelli.
I combattimenti diventarono subito estremamente aspri e violenti e nei giorni immediatamente successivi molti furono i morti da entrambe le parti, e molta la distruzione sia per opera degli stessi combattenti che dei saccheggiatori.
Katsumoto morì nel 1473, poco dopo di Sōzen.